# Вівсянчик сіроголовий
Вівся́нчик сіроголовий (Phrygilus punensis) — вид горобцеподібних птахів родини саякових (Thraupidae). Мешкає в Болівії і Перу.

## Опис

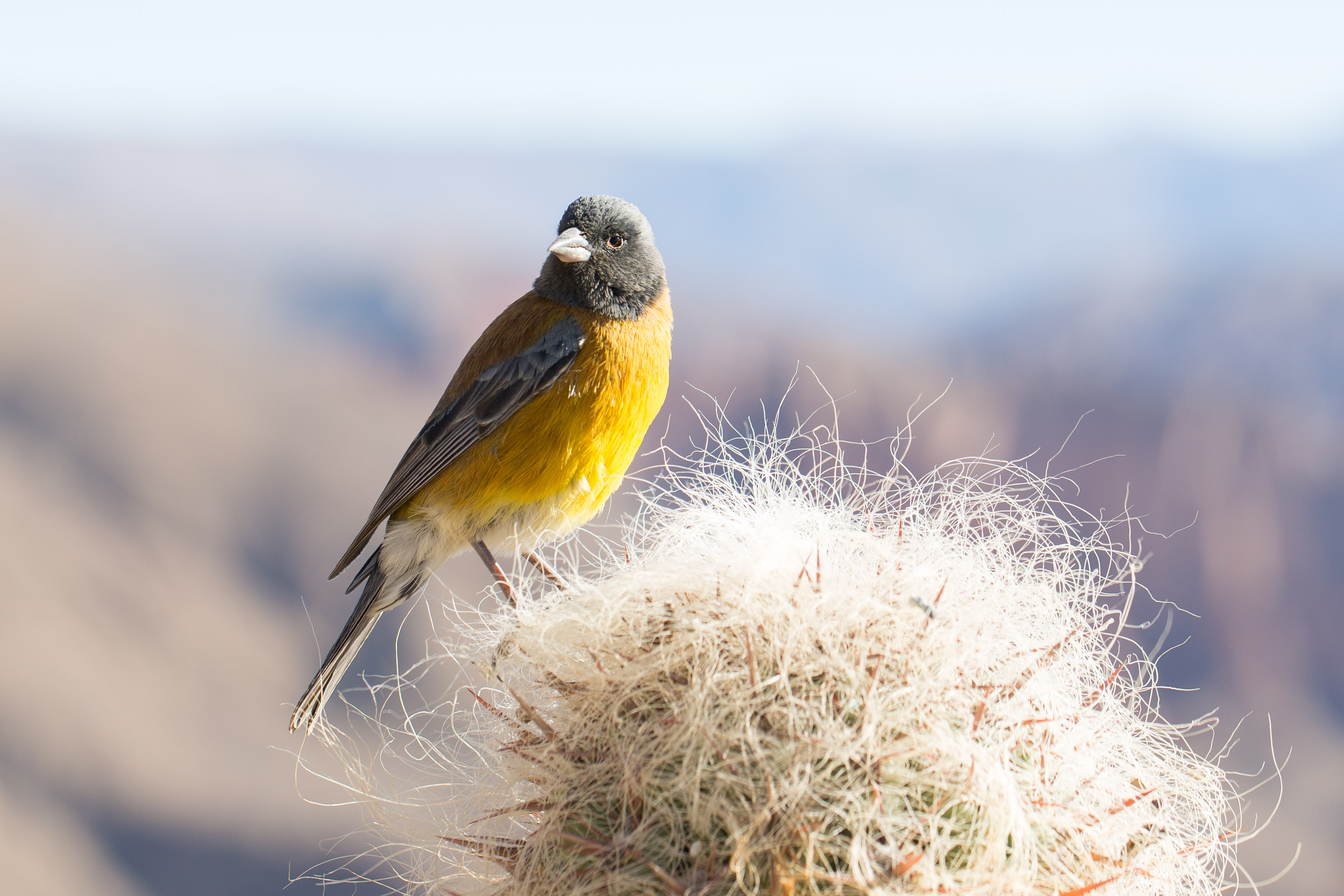
Сіроголовий вівсянчик

Довжина птаха становить 15,5-16 см, вага 35,9-38,5 г. Виду притаманний статевий диморфізм. У самців голова і шия темні, сизувато-сірі. Спина ораннжево-жовта, груди лимонно-жовті. Крила і хвіст сизувато-сірі, світліші за голову. Живіт білуватий. Очі карі, дзьоб роговий, лапи тілесного кольору. Самиці мають менш сизе, більш сірувате забарвлення. Нижня частина тіла коричнювата, спина має зеленуватий відтінок. Молоді мають тьмяніше забарвлення, нижня частина тіла у них більш охриста.

## Підвиди
Виділяють два підвиди:
- P. p. chloronotus Philippi Bañados & Goodall, 1957 — Анди на півночі і в центрі Перу (від південної Кахамарки до Аякучо і північного Куско);
- P. p. punensis Burmeister, 1860 — Анди на півдні Перу (Пуно) та на північному заході Болівії (Ла-Пас).

## Поширення і екологія
Сіроголові вівсянчики у високогірних чагарникових заростях, на високогірних луках пуна та серед скель, порослих травою і чагарниками. Зустрічаються поодинці або парами, переважно на висоті від 2500 до 4500 м над рівнем моря. Взимку вони утворюють зграйки або приєднуються до змішаних зграй птахів, частина популяції мігрує в долини. Живляться насінням і комахами, яких шукають на землі.